# Kapiscooter

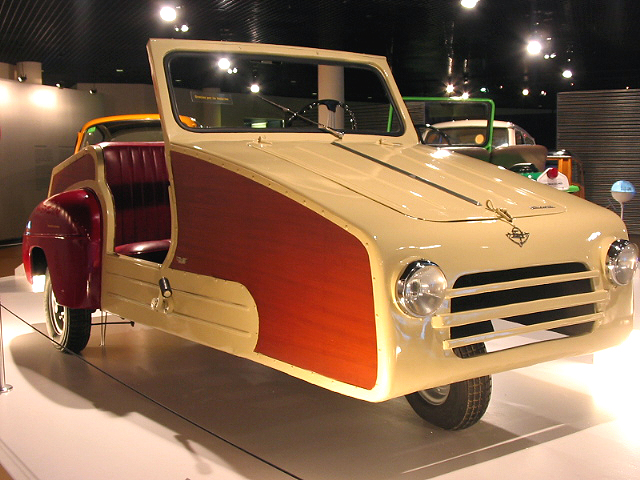
Kapiscooter

Kapiscooter is een historisch merk van driewielige transportscooters.
Spaans merk dat in de jaren vijftig 170 cc driewielers maakte. Ze hadden een viertaktmotor, drie versnellingen en kettingaandrijving.